# بنك الإسكان
بنك الإسكان (بالفرنسية: Banque de l’Habitat)‏ هو مصرف تجاري وعقاري تونسي تأسس عام 1973 باسم الصندوق القومي للادخار السكني (بالفرنسية: Caisse Nationale d'Epargne Logement)‏. تحول اسمه عام 1989 من الصندوق القومي للادخار السكني إلى بنك الإسكان. يبلغ رأس ماله 90 مليون دينار تونسي.

الشعار القديم لبنك الإسكان